# Alexis Canelo
Pedro Alexis Canelo (ur. 3 lutego 1992 w San Miguel de Tucumán) – argentyński piłkarz występujący na pozycji napastnika lub skrzydłowego, od 2025 roku zawodnik Lanús.

## Kariera klubowa
Canelo jest wychowankiem drugoligowego zespołu Club Almirante Brown, w którego barwach rozpoczął występy jako dwudziestolatek. Przez pierwsze półtora roku pozostawał jednak wyłącznie rezerwowym drużyny i miejsce w wyjściowym składzie wywalczył sobie, dopiero gdy na stanowisku trenera Blasa Giuntę zastąpił Héctor Rivoira. Szybko zyskał miano jednego z najjaśniejszych punktów swojej ekipy i czołowego pomocnika zaplecza najwyższej klasy rozgrywkowej, lecz na koniec sezonu 2013/2014 spadł z Almirante do trzeciej ligi argentyńskiej. Tam spędził jeszcze pół roku, po czym przeniósł się do grającego na najwyższym szczeblu klubu Quilmes Atlético Club. W argentyńskiej Primera División zadebiutował 27 marca 2015 w przegranym 0:4 spotkaniu z Sarmiento, zaś pierwszego gola strzelił 5 czerwca tego samego roku w wygranej 2:0 konfrontacji z Argentinos Juniors. Ogółem barwy Quilmes reprezentował przez rok jako podstawowy piłkarz.
Wiosną 2016 Canelo podpisał umowę z meksykańskim zespołem Chiapas FC z miasta Tuxtla Gutiérrez. W tamtejszej Liga MX zadebiutował 15 stycznia 2016 w przegranym 0:1 meczu z Santosem Laguna, natomiast premierową bramkę zdobył 12 marca tego samego roku w przegranym 1:2 pojedynku z Tijuaną. Po pół roku spędzonym w Chiapas w roli rezerwowego, udał się na wypożyczenie do drużyny Puebla FC.

## Statystyki kariery
| Almirante Brown | 2011–2012 | Argentyna | Primera B Nacional      | 2   | 1  | 1  | 0 | — | — | —  | 3   | 1  |
| Almirante Brown | 2012–2013 | Argentyna | Primera B Nacional      | 13  | 1  | 1  | 0 | — | — | —  | 14  | 1  |
| Almirante Brown | 2013–2014 | Argentyna | Primera B Nacional      | 33  | 5  | 1  | 0 | — | — | —  | 34  | 5  |
| Almirante Brown | 2014      | Argentyna | Primera B Metropolitana | 18  | 7  | 1  | 0 | — | — | —  | 19  | 7  |
| Quilmes         | 2015      | Argentyna | Primera División        | 23  | 4  | 3  | 2 | — | — | —  | 26  | 6  |
| Chiapas         | 2015–2016 | Meksyk    | Liga MX                 | 14  | 2  | 6  | 2 | — | — | —  | 20  | 4  |
| Puebla          | 2016–2017 | Meksyk    | Liga MX                 | 0   | 0  | 0  | 0 | — | — | —  | 0   | 0  |
| Ogółem          |           |           |                         |     |    |    |   |   |   |    |     |    |
| Argentyna       | Argentyna | Argentyna | 89                      | 14  | 7  | 2  | — | — | — | 96 | 16  |    |
| Meksyk          | Meksyk    | Meksyk    | 14                      | 2   | 6  | 2  | — | — | — | 20 | 4   |    |
| Ogółem          | Ogółem    | Ogółem    | Ogółem                  | 103 | 16 | 13 | 4 | — | — | —  | 116 | 20 |